# Klášter Rueda
Klášter Rueda je španělský cisterciácký klášter v Aragonii, 74 km od Zaragozy. Fundace je z roku 1202.